# Tim Wiese
Tim Wiese, född 17 december 1981, är en tysk före detta fotbollsspelare som senast spelade för TSG 1899 Hoffenheim. 
Sedan 2016 tävlar han med namnet The Machine i fribrottning.